# Station Bruck an der Leitha
Station Bruck an de Leitha is een station in de gemeente Bruckneudorf vlak naast de stad Bruck an der Leitha dat werd geopend in 1846.